# Mavinakere, Chikmagalur
Mavinakere là một làng thuộc tehsil Chikmagalur, huyện Chikmagalur, bang Karnataka, Ấn Độ.